# Etiopia na zimowych igrzyskach olimpijskich
Etiopię na zimowych igrzyskach olimpijskich reprezentował jeden zawodnik. Był nim biegacz narciarski, Robel Zemichael Teklemariam, który startował na Zimowych Igrzyskach Olimpijskich 2006 i 2010. Najwyższa pozycja zawodnika to 83. miejsce w biegu na 15 km podczas igrzysk w Turynie.

## Liczba zawodników na poszczególnych igrzyskach
| Rok i miejsce   | Zawodnicy | Zawodniczki | Razem |
| --------------- | --------- | ----------- | ----- |
| 2006, Turyn     | 1         | -           | 1     |
| 2010, Vancouver | 1         | -           | 1     |

## Wyniki
| Rok i miejsce   | Zawodnik                    | Dyscyplina        | Konkurencja   | Wynik   | Wynik   |
| Rok i miejsce   | Zawodnik                    | Dyscyplina        | Konkurencja   | Czas    | Miejsce |
| --------------- | --------------------------- | ----------------- | ------------- | ------- | ------- |
| 2006, Turyn     | Robel Zemichael Teklemariam | biegi narciarskie | bieg na 15 km | 47:53,8 | 83.     |
| 2010, Vancouver | Robel Zemichael Teklemariam | biegi narciarskie | bieg na 15 km | 45:18,9 | 93.     |